# 藤原朝忠
藤原 朝忠（ふじわら の あさただ、延喜10年（910年） - 康保3年12月2日（967年1月15日））は、平安時代中期の公家・歌人。藤原北家高藤流、右大臣・藤原定方の五男。官位は従三位・中納言。土御門中納言または堤中納言と号する。小倉百人一首では中納言朝忠。三十六歌仙の一人。

## 経歴
醍醐朝にて、左近衛将監・東宮侍従（春宮は寛明親王）を経て、延長4年（926年）従五位下に叙爵し、翌延長5年（927年）侍従に任ぜられる。
延長8年（930年）朱雀天皇の即位に伴い五位蔵人となる。朱雀朝では蔵人を務める傍ら、右兵衛佐・左近衛権少将と武官を歴任し、承平6年（936年）従五位上、天慶4年（941年）正五位下と昇進した。天慶6年（943年）従四位下に叙せられて少将兼蔵人を辞し、内蔵頭に遷る。天慶9年（946年）には近江守に任ぜられて地方官に転じるが、同年11月には村上天皇即位の大嘗会で悠紀方の和歌を詠んだ労により従四位上に昇叙されている。
天暦5年（951年）左近衛中将として京官に復し、翌天暦6年（952年）参議に任ぜられ公卿に列す。議政官の傍らで、右衛門督・検非違使別当などを兼帯し、この間に天暦10年（956年）正四位下、応和元年（962年）造宮を賞されて従三位と昇進し、応和3年（963年）中納言に至る。
康保2年（965年）10月頃より中風のために政務に就くことが困難となり、同年11月には右衛門督・検非違使別当の兼務を辞任。翌康保3年12月2日（967年1月）薨去。享年58。最終官位は中納言従三位。

## 人物
歌人として『後撰和歌集』（4首）以下の勅撰和歌集に21首が入集。家集に『朝忠集』がある。小倉百人一首の歌は『天徳内裏歌合』で六番中五勝した中の一首である。また、笛や笙にも秀でていた。
- 小倉百人一首
  - 44番 逢ふことの 絶えてしなくは なかなかに 人をも身をも 恨みざらまし[2]

## 逸話
座るのも苦しいほどの肥満で、痩せるために水飯を食べるように医師に勧められたが、かえって太ったという逸話がある。これは『古今著聞集』や『宇治拾遺物語』にある「三条中納言水飯事」が出典と思われるが、そこで語られる三条中納言は藤原朝成のことであり、朝忠が肥満体であったというのは『百人一首夕話』の作者の勘違いであると思われる。

## 官歴
『公卿補任』による。
- 延長2年（924年） 2月1日：左近衛将監（昇殿労）
- 延長3年（925年） 日付不詳：東宮侍従（春宮・寛明親王）
- 延長4年（926年） 正月7日：従五位下（東宮御給）
- 延長5年（927年） 11月16日：侍従
- 延長8年（930年） 9月22日：昇殿。11月18日：五位蔵人
- 延長9年（931年） 3月13日：右兵衛佐
- 承平5年（935年） 2月23日：左近衛権少将
- 承平6年（936年） 正月7日：従五位上。正月29日：兼播磨権介
- 天慶3年（940年） 3月25日：止播磨権介[4]
- 天慶4年（941年） 正月7日：正五位下。3月28日：兼丹波介
- 天慶6年（943年） 正月7日：従四位下、止少将?[4]。正月14日：昇殿。2月27日：内蔵頭
- 天慶9年（946年） 2月7日：近江守。11月19日：従四位上（大嘗会悠紀）
- 天暦5年（951年） 正月30日：左近衛中将
- 天暦6年（952年） 正月11日：兼伊勢権守。12月1日：参議、止中将?[4]
- 天暦7年（953年） 正月29日：兼備前守
- 天暦8年（954年） 正月25日：兼大宰大弐。3月：辞大弐
- 天暦10年（956年） 正月7日：正四位下。正月27日：兼讃岐権守
- 天徳元年（957年） 12月25日：兼右衛門督、検非違使別当
- 天徳2年（958年） 正月30日：兼備中守
- 天徳4年（960年） 正月24日：兼伊予守
- 応和元年（962年） 12月2日：従三位（造営賞）
- 応和3年（963年） 9月4日：中納言、右衛門督別当如元
- 康保2年（965年） 10月：中風不従事。11月8日：辞右衛門督別当（依中風也）
- 康保3年（966年） 12月2日：薨去

## 系譜
注記のないものは『尊卑分脈』による。
- 父：藤原定方
- 母：藤原観子または親子[5]（藤原山蔭の娘）
- 妻：藤原忠舒の娘
  - 男子：藤原理兼
- 生母不詳の子女
  - 女子：藤原穆子（931-1016） - 源雅信室
  - 女子：源重信室

娘藤原穆子は左大臣源雅信の正室となり、摂政藤原道長の正室となった源倫子を生んだ。つまり、関白藤原頼通は朝忠の曾孫、後一条・後朱雀の両天皇は朝忠の玄孫（孫の孫）にあたることになる。